# Neoarisemus lindbergi
Neoarisemus lindbergi är en tvåvingeart som först beskrevs av Vaillant 1963.  Neoarisemus lindbergi ingår i släktet Neoarisemus och familjen fjärilsmyggor. Inga underarter finns listade i Catalogue of Life.